# زنادا
زنادا (به فرانسوی: Znada) یک منطقهٔ مسکونی در مراکش است که در استان قلعه سراغنه واقع شده‌است. زنادا ۸٬۸۳۰ نفر جمعیت دارد.